# Potter's Village
Potter's Village is een plaats op het eiland Antigua in  Antigua en Barbuda. In 2001 telde het 1.519 inwoners. De plaats bevindt zich in het midden van het eiland, ten oosten van de hoofdstad Saint John's en ten zuidwesten van het dorp Piggotts.
Het dorp is vernoemd naar de traditionele pottenbakkerijen die zich in de streek bevonden.

## Geboren
- Gaston Browne (1967), premier van Antigua en Barbuda (2014-heden)